# Claude Fauriel
Claude Charles Fauriel, född 21 oktober 1772, död 15 juli 1844, var en fransk historiker.
Fauriel var ett språkgeni och var över huvud taget universellt bildad, och gjorde stort intryck på samtida kulturpersonligheter mera genom mötet med dessa än genom sina skrifter. Ett av Fauriels första verk var en översättning av Jens Baggesen (1810), som han beundrade. Han vänskap med den italienske poeten Alessandro Manzoni blev av stor betydelse för denne. Hans översättning från nygrekiskan av Chants populaires de la Grèce (1824-25) påverkade opinionen för Grekland under dess frihetskamp. År 1830 skapades en lärostol åt Fauriel vid Sorbonne. Hans betydelsefullaste föreläsningsserier utgavs postumt: Historie de la poésie provençale (1846) och Dante et les origines de la langue et de la littérature italiennes (1854).